# Bahnstrecke Simbach–Pocking
| |                      |                                        |                                        |
| Streckennummer: | 5727                 |                                        |                                        |
| Kursbuchstrecke: | 427e (1946, 1969)    |                                        |                                        |
| Streckenlänge: | 28,38 km             |                                        |                                        |
| Spurweite: | 1435 mm (Normalspur) |                                        |                                        |
| Maximale Neigung: | 20 ‰                 |                                        |                                        |
| Minimaler Radius: | 300 m                |                                        |                                        |
| |                      |                                        |                                        |
| \| \| \| von München \| \| \| \| 0,000 \| Simbach (Inn) \| 348 m \| \| \| \| nach Simbach (Inn) Grenze \| \| \| \| 1,661 \| Erlach \| Erlach \| \| \| 5,294 \| Prienbach \| Prienbach \| \| \| 10,339 \| Ering \| Ering \| \| \| \| Anschluss Kraftwerk Ering-Frauenstein \| \| \| \| 13,684 \| Malching (Niederbay) \| Malching (Niederbay) \| \| \| 17,740 \| Aigen (Inn) \| Aigen (Inn) \| \| \| 19,521 \| Tutting \| 340 m \| \| \| \| nach Kößlarn \| \| \| \| \| Anschluss Kraftwerk Egglfing-Obernberg \| \| \| \| 22,366 \| Leithen \| Leithen \| \| \| 24,341 \| Schönburg \| Schönburg \| \| \| \| Anschluss Bundeswehr \| \| \| \| \| von Neumarkt-St Veit \| \| \| \| 28,380 \| Pocking \| 322 m \| \| \| \| nach Passau \| \| \| \| \| \| \| \| Quellen: [1][2][3] \| \| \| \| |                      |                                        |                                        |
| Strecke |                      | von München                            | von München                            |
| Bahnhof | 0,000                | Simbach (Inn)                          | 348 m                                  |
| Abzweig ehemals geradeaus und nach rechts |                      | nach Simbach (Inn) Grenze              | nach Simbach (Inn) Grenze              |
| Haltepunkt / Haltestelle (Strecke außer Betrieb) | 1,661                | Erlach                                 | Erlach                                 |
| Haltepunkt / Haltestelle (Strecke außer Betrieb) | 5,294                | Prienbach                              | Prienbach                              |
| Bahnhof (Strecke außer Betrieb) | 10,339               | Ering                                  | Ering                                  |
| Abzweig geradeaus und nach rechts (Strecke außer Betrieb) |                      | Anschluss Kraftwerk Ering-Frauenstein  | Anschluss Kraftwerk Ering-Frauenstein  |
| Haltepunkt / Haltestelle (Strecke außer Betrieb) | 13,684               | Malching (Niederbay)                   | Malching (Niederbay)                   |
| Haltepunkt / Haltestelle (Strecke außer Betrieb) | 17,740               | Aigen (Inn)                            | Aigen (Inn)                            |
| Bahnhof (Strecke außer Betrieb) | 19,521               | Tutting                                | 340 m                                  |
| Abzweig geradeaus und nach links (Strecke außer Betrieb) |                      | nach Kößlarn                           | nach Kößlarn                           |
| Abzweig geradeaus und nach rechts (Strecke außer Betrieb) |                      | Anschluss Kraftwerk Egglfing-Obernberg | Anschluss Kraftwerk Egglfing-Obernberg |
| Haltepunkt / Haltestelle (Strecke außer Betrieb) | 22,366               | Leithen                                | Leithen                                |
| Bahnhof (Strecke außer Betrieb) | 24,341               | Schönburg                              | Schönburg                              |
| Abzweig geradeaus und nach rechts (Strecke außer Betrieb) |                      | Anschluss Bundeswehr                   | Anschluss Bundeswehr                   |
| Abzweig ehemals geradeaus und von links |                      | von Neumarkt-St Veit                   | von Neumarkt-St Veit                   |
| Bahnhof | 28,380               | Pocking                                | 322 m                                  |
| Strecke |                      | nach Passau                            | nach Passau                            |
| |                      |                                        |                                        |
| Quellen: |                      |                                        |                                        |

Die Bahnstrecke Simbach–Pocking war eine Nebenbahn in Niederbayern. Sie verlief von Simbach am Inn über Tutting nach Pocking.

## Vorarbeiten

### Ursprüngliche Planung
Am 9. April 1894 bat der Markt Rotthalmünster zusammen mit den Gemeinden bis Simbach die Generaldirektion der Königlich Bayerischen Staats-Eisenbahnen um den Bau einer Lokalbahn von Simbach am Inn nach Rotthalmünster. Als man damit keinen Erfolg hatte, forderte man stattdessen eine Eisenbahn von Vilshofen nach Simbach.
Dieses Ansuchen wurde durch eine Abordnung in München vorgetragen. Dort hatte man für diesen Plan nichts übrig, aber man zeigte nun ein gewisses Interesse für den ursprünglichen Wunsch einer Bahn von Simbach nach Rotthalmünster. So beantragte man am 3. Dezember 1896 erneut den Bau dieser Strecke. Am 30. Januar 1897 erteilte das Ministerium des königlichen Hauses und des Äußeren die Genehmigung zur Projektion einer Lokalbahn Simbach am Inn–Rotthalmünster. 1897 begann Staatsbaupraktikant Ernst Arnold mit der Planung einer Strecke, die den Inn entlang nach Rotthalmünster führen sollte.

### Das Eingreifen Kößlarns
Doch nun trat der Markt Kößlarn auf den Plan. Am 7. Dezember 1897 beantragte das Eisenbahnkomitee Kößlarn eine Strecke von Simbach durch das Unterbayerische Hügelland über Wittibreut nach Kößlarn und erst von dort nach Rotthalmünster. Bürgermeister Johann Abtmaier führte die Isolation Kößlarns als Grund an, die dazu zwinge, gegen ein Eisenbahnprojekt den Inn entlang Stellung zu nehmen.
Die Staatsbahn entschied, dass nur eine Linie gebaut werden könne, und die Linie den Inn entlang sei günstiger als die von Kößlarn vorgeschlagene Linie. Es kam zu einem langwierigen Tauziehen um die Streckenführung. 1899 übersandte Kößlarn eine Liste der Güter, die voraussichtlich auf der von Kößlarn favorisierten Strecke zu transportieren wären, und man errechnete eine Transportmenge von 61.260 Tonnen im Jahr. Am 6. Mai 1899 wies Ministerratsvorsitzender Friedrich Krafft von Crailsheim diese Rechnung unter Berufung auf ihm vorliegende Daten als gewaltige Überschätzung zurück. Die Kößlarner Linie müsse wegen Unwirtschaftlichkeit zurückstehen, denn sie sei um 3,7 Kilometer länger und habe 153 Meter verlorene Steigungen mehr.
Dennoch sandten Kößlarn und Wittibreut am 27. Oktober 1900 eine neue Petition nach München um einen Eisenbahnbau nach Kößlarn. Generaldirektor Gustav Ebermayer ignorierte das Schreiben, ließ aber wissen, dass man bereit sei, eine Projektierung Rotthalmünster–Kößlarn durchzuführen, wenn man dafür 1.000 Mark überweise. Das Geld wurde umgehend von Kößlarn überwiesen.

## Bahnbau Simbach–Rotthalmünster–Kößlarn
Im April 1901 begannen die Bauarbeiten in Rotthalmünster. Umgehend beschwerte sich Pfarrer Franz Xaver Almer bei der Generaldirektion, die Bahn werde zu nahe an den Pfarrhof und die Pfarrgründe herangebaut. Durch die folgenden Schriftwechsel und Ortstermine kam es zu einer weiteren Verzögerung. 1902 wurde erneut eine Deputation von Kößlarn in München mit der Bitte um den Weiterbau nach Kößlarn vorstellig.
Am 19. Mai 1903 kam es in Rotthalmünster zur entscheidenden Verhandlung, auf der vom Bezirksamtmann bis zum Vertreter jeder Landgemeinde alle Betroffenen vertreten waren. Es ergab sich, dass 195.000 Mark für den Grunderwerb aufgebracht werden mussten, die bis auf 15.000 Mark erbracht werden konnten.
Am 10. August 1904 trat das Gesetz über die 23,07 Kilometer lange Lokalbahn Simbach–Tutting–Rotthalmünster in Kraft. Kößlarn musste weiter bangen. Erst das Gesetz vom 26. Juni 1908 beschloss den Bau der 6,23 Kilometer langen Reststrecke nach Kößlarn. Am 29. Oktober 1910 wurde die Bahnstrecke von Simbach nach Rotthalmünster eröffnet, am 1. Mai 1911 die Reststrecke nach Kößlarn.

## Bahnbau Tutting–Pocking
Nun nahm man den Bau einer Verbindungsstrecke nach Pocking in Angriff. Schon am 27. Juni 1901 hatte ein Eisenbahn-Komitee für eine Lokalbahn Simbach–Pocking die Notwendigkeit einer durchgehenden Verbindung von Simbach nach Passau herausgestellt. Deshalb drängte man auf einen Anschluss der neuen Strecke an die Bahnstrecke Passau–Neumarkt-Sankt Veit. Um mit der Eisenbahn von Simbach nach Passau zu fahren, musste man 84 Kilometer in fünf bis sechs Stunden über österreichisches Gebiet zurücklegen. Durch den Bau einer Strecke von Tutting nach Pocking, so argumentierte man, werde die Entfernung auf 64 Kilometer und der Zeitaufwand für eine Fahrt auf drei Stunden verringert. Es wurde auch beklagt, dass Teilnehmer einer Wallfahrt von Passau nach Altötting 2.000 Mark Fahrgeld an die österreichische Bahn bezahlen und überdies die Zollvisite hinnehmen mussten.
Am 28. Juli 1906 trafen sich alle Interessenten in Pocking. Ein Antrag der damaligen Gemeinde Hartkirchen, die geplante Strecke über Hartkirchen zu führen, wurde abgelehnt, da sie sonst statt acht Kilometer fast 20 Kilometer lang geworden wäre. Am 2. November 1912 wurde die Strecke Tutting–Pocking beschlossen und am 1. Dezember 1914 mit 8,87 Kilometern in Betrieb genommen.

## Betrieb
Die Züge fuhren durchgehend von Simbach nach Pocking und per Stichbahnbetrieb von Tutting über Rotthalmünster nach Kößlarn. 1921 verkehrten von Simbach nach Pocking vier Zugpaare, die Fahrzeit betrug für die 28,4 Kilometer 105 Minuten, woraus sich eine Reisegeschwindigkeit von 16 km/h ergab. Auf der Bahnstrecke Tutting–Kößlarn fuhren täglich drei Reisezugpaare, welche die 9,8 Kilometer lange Strecke in 38 Minuten bewältigten. Im Winter 1953/54 erschienen auf beiden Strecken Uerdinger Schienenbusse, wodurch sich die Fahrzeit auf 57 beziehungsweise 22 Minuten verringerte. Damals verkehrten täglich je acht Zugpaare auf beiden Strecken.
Dennoch erwies sich der Betrieb als immer unrentabler. Zum 2. Oktober 1960 stellte die Deutsche Bundesbahn den Reisezugverkehr zwischen Tutting und Kößlarn ein. Am 1. Juni 1969 folgte die Stilllegung des Reisezugverkehrs zwischen Pocking und Simbach sowie des Güterzugverkehrs zwischen Simbach und Tutting. Am 1. Januar 1970 wurde der Güterverkehr zwischen Rotthalmünster und Kößlarn eingestellt. Im Februar 1972 begann man mit dem Abbau der Strecke.

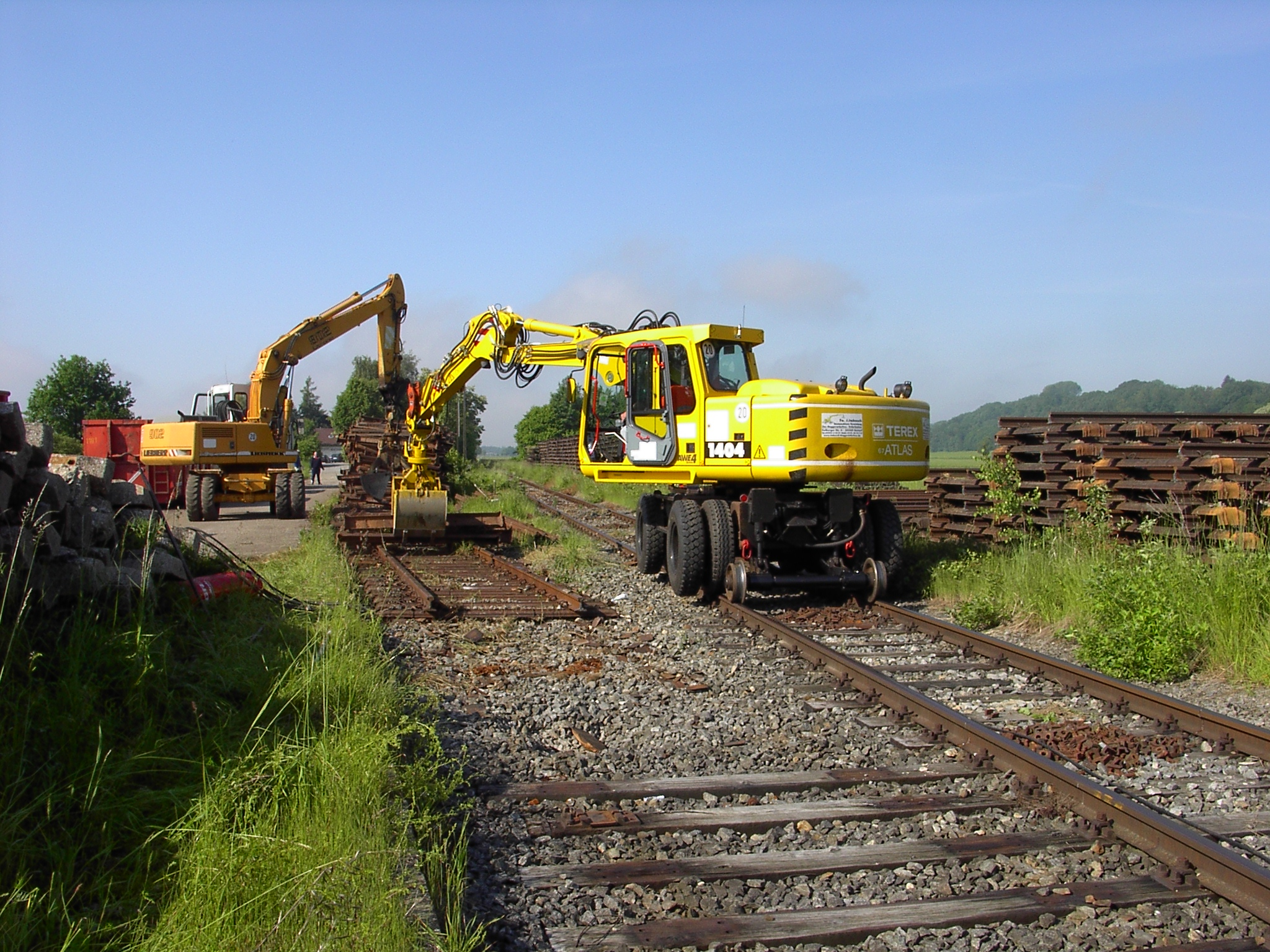
Rückbau der Gleise im Bahnhof Tutting (2006)

Lediglich der Güterzugverkehr zwischen Pocking und Rotthalmünster wurde noch aufrechterhalten bis zur Stilllegung des Abschnitts Tutting–Rotthalmünster am 1. Januar 1996. So blieben noch die Bundeswehrtransporte von der Rottal-Kaserne in Kirchham. Das Anschlussgleis zur Kaserne wurde frühzeitig abgebaut, und man verlud stattdessen im Bahnhof Tutting, bis die Kaserne schließlich im Jahr 2002 aufgelöst wurde. Und so war der Güterverkehr von Pocking nach Tutting am 31. Dezember 2001 eingestellt worden. Am 23. April 2003 wurde die Bahnstrecke Tutting–Pocking stillgelegt.
Im Jahr 2007 wurde die ehemalige Trasse durch das Eisenbahn-Bundesamt in einem Verfahren nach § 23 Allgemeines Eisenbahngesetz von Bahnbetriebszwecken freigestellt und damit die letzte eisenbahnrechtliche Bindung aufgegeben. An die Bahnstrecke erinnern heute nur noch zwei Brücken und Straßen, die nach Bahnhöfen benannt sind. Auf dem Abschnitt Tutting–Pocking wurde 2008 ein Bahnradweg errichtet.